# Ihor Kulczycki
Ihor Jewstachijowycz Kulczycki (ukr. Ігор Євстахійович Кульчицький, Ihor Jewstachijowycz Kulczyćkyj; ros. Игорь Евстафьевич Кульчицкий; ur. 13 sierpnia 1941 we Lwowie) – ukraiński piłkarz, grający na pozycji lewego pomocnika, reprezentant ZSRR.

## Kariera piłkarska

### Kariera klubowa
Wychowanek SDJuSzOR-4 we Lwowie. W 1961 rozpoczął karierę piłkarską w klubie Naftowyk Drohobycz. Zaproszony do drużyny rezerwowej Dynama-d Kijów, jednak sezon 1962 rozpoczął w Silmaszu Lwów. Kiedy na bazie tej drużyny w 1963 powstał klub Karpaty Lwów został zaproszony do jego składu. Był silnikiem drużyny, liderem klubu, pełnił funkcję kapitana Karpat. W 1972 ukończył karierę piłkarską w wieku 31 lat.

### Kariera reprezentacyjna
17 lutego 1971 zadebiutował w reprezentacji ZSRR w spotkaniu towarzyskim z Meksykiem zremisowanym 0:0.

## Kariera trenerska
Po zakończeniu kariery piłkarskiej rozpoczął pracę w DJuSSz-4 we Lwowie na stanowisku trenera wykładowcy. Potem na stanowisku kierownika klubu odrodzonych w 1989 Karpat. Do 2006 pracował w klubie Karpaty Lwów. Obecnie pracuje w Związku Piłki Nożnej w obwodzie lwowskim.

## Sukcesy i odznaczenia
- Mistrz Pierwoj Ligi ZSRR: (1x)

1970
- zdobywca Pucharu ZSRR: (1x)

1969
- Nagrodzony tytułem Mistrz Sportu ZSRR w 1966.
- Wybrany na listę 33 najlepszych piłkarzy ZSRR w 1970.